# Tošio Ocu
Tošio Ocu (jap. 大津敏雄; 23. siječnja 1912. – nepoznat datum smrti) je bivši japanski hokejaš na travi. Igrao je na mjestu braniča.
Na Olimpijskim igrama u Berlinu 1936. igrao je za Japan. Pobijedio je u dvjema utakmicama, a izgubio jednu. Japan nije prošao dalje. Ocu je odigrao sva tri susreta.

## Vanjske poveznice
- Profil na Sports Reference.com  Arhivirana inačica izvorne stranice od 11. listopada 2012. (Wayback Machine)
- 6. dio turnira  Arhivirana inačica izvorne stranice od 8. lipnja 2004. (Wayback Machine)